# 54 Camelopardalis
54 Camelopardalis, eller AE Lyncis, är en dubbelstjärna och eruptiv variabel av RS Canum Venaticorum-typ (RS) i stjärnbilden Lodjuret. Trots sin Flamsteed-beteckning tillhör den inte Giraffens stjärnbild. Den ligger på gränsen mellan stjärnbilderna och fick byta tillhörighet vid översynen av gränser mellan stjärnbilderna år 1930 och benämns efter bytet av stjärnbild ofta med sin HD-beteckning, HD 65626.
Stjärnan har visuell magnitud +6,485 och varierar i amplitud med 0,029 magnituder med en period av 10,1 dygn.